# Hylaeamys megacephalus
La rata montañera común (Hylaeamys megacephalus), también conocida como rata de cabeza ancha de Azara, o rata arrocera de cabeza grande, es una especie de roedor perteneciente al género Hylaeamys, de la familia Cricetidae, del cual es su especie tipo. Se encuentra principalmente en las tierras bajas de la selva tropical, estando su localización tipo (el lugar geográfico donde esta especie fue originalmente encontrada) al norte de Paraguay, extendiéndose hacia el norte por Brasil, la Guayana Francesa, Guayana, Surinam Venezuela y Trinidad y Tobago. En el este y el oeste de esta área encontramos otras especies relacionadas del género Hylaeamys: H. perenensis al oeste del Amazonas, H. acritus en Bolivia, y H. laticeps e H. oniscus en la selva atlántica del este de Brasil.
Fue descrita por primera vez por el naturalista español Félix Azara. Basándose en su descripción se le asignaron varios nombres a este animal: Mus megacephalus (Fischer, 1814) y Mus capito (Olfers, 1818). Estos dos nombres fueron olvidados durante más de un siglo. Después capito fue redescubierto en 1960 y fue utilizado como el nombre específico (Oryzomys capito) incluyendo a especies que actualmente se incluyen el los géneros Euryoryzomys, Hylaeamys y Transadinomys. Posteriormente se acotó su uso, por un detallado estudio de 1998 realizado por Guy Musser junto a sus compañeros, y se retomó el viejo nombre Mus megacephalus (como Oryzomys megacephalus). En años posteriores, H. perenensis del oeste Amazónico, fue reintegrada como especie y ambas especies fueron movidas hacia el nuevo género Hylaeamys, ya que estas no están relacionados en la especie tipo de Oryzomys.